# Gouden Kruis voor Militaire Verdienste (Pruisen)
Het Gouden Kruis voor Militaire Verdienste van het Koninkrijk Pruisen (Duits: "Goldenes Militär-Verdienst-Kreuz") was een zeer exclusieve onderscheiding voor dapperheid die tot 1918 aan onderofficieren van het Pruisische leger werd uitgereikt. De onderscheiding maakt deel uit van een groep medailles en kruisen die tezamen het Militair Ereteken worden genoemd.
Het Keizerrijk kende weinig onderscheidingen, de koninkrijken, groothertogdommen en vorstendommen die Duitsland vormden kenden er daarentegen tientallen, zo niet honderden. Zo had ook iedere Duitse staat eigen onderscheidingen voor verdienste en voor dapperheid.
De eerste Gouden Kruisen werden in 1866 uitgereikt aan zestien soldaten en onderofficieren die zich hadden onderscheiden door hun dapperheid in de gevechten met Oostenrijk en zijn Zuid-Duitse en Hannoveraanse bondgenoten. In deze oorlog was er overigens geen IJzeren Kruis beschikbaar. Dat werd alleen in 1813 gebruikt en voor oorlogen tegen buitenlandse vijanden in 1870 en in 1914 vernieuwd. Voor dapperheid in de oorlogen die "Bruderkriege" werden genoemd waarmee de strijd van Duitser tegen Duitser (waartoe ook Oostenrijk dat lid van de Duitse Bond was werd gerekend) werd geen IJzeren Kruis ingesteld. Voor de Eerste Duits-Deense Oorlog (1848-1851) en de Tweede Duits-Deense Oorlog (1864) werd het IJzeren Kruis niet vernieuwd. Er was geen IJzeren Kruis beschikbaar voor de deelnemers aan de koloniale oorlogen in de Duitse gebieden in Afrika en de Duitse militairen in de expeditiemacht die na de Bokseropstand en de moord de Duitse gezant in Peking, Freiherr Klemens von Ketteler in 1900 de Europese diplomaten in Peking ontzette.

## Het Gouden Kruis voor Militaire Verdienste
Het Gouden Kruis voor Militaire Verdienste was van puur goud en werd pas tijdens de laatste jaren van de Eerste Wereldoorlog, vanaf 1916, in verguld zilver uitgereikt. Duitsland had tekort aan grondstoffen.
De decoratie is vormgegeven als een kruis pattée met naar buiten toe breder wordende armen en een centraal medaillon met op de voorzijde de woorden "Kriegsverdienst" boven een open krans van lauweren en eikenbladeren. Op de achterzijde is het sierlijke gekroonde "monogram" "WR" dat voor de stichter Wilhelm I van Pruisen staat, aangebracht. De armen zijn vlak en iets gewelfd. Langs de randen van de armen is het kruis met een smalle drievoudige rand versierd.

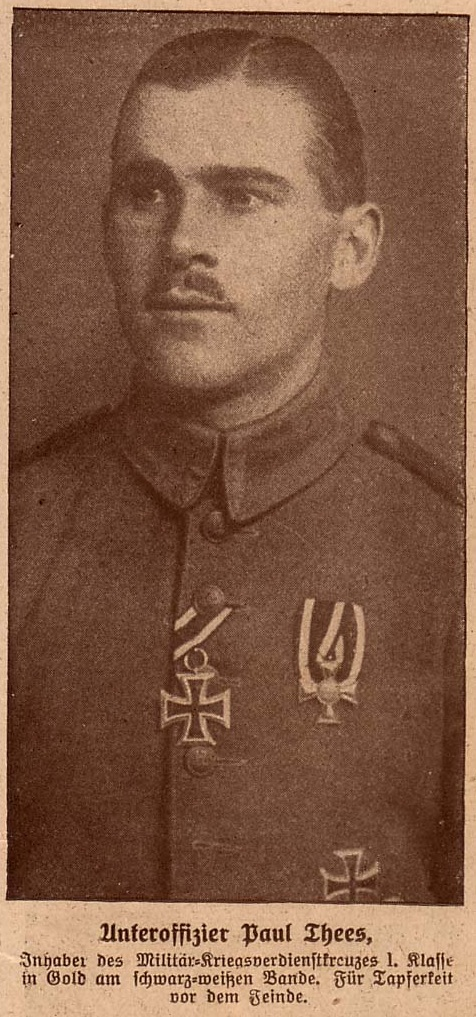
Paul Thees draagt de onderscheiding aan een in Pruisische stijl opgemaakt lint op het hart. Hij draagt ook het IJzeren Kruis Ie en IIe Klasse.

Van 1866 tot 1906 leverden de Berlijnse juweliers gouden kruisen aan de commissie die in het Ministerie van Oorlog over de decoraties ging. Rond 1905 gingen veel Duitse staten ertoe over om de ooit zo kostbaar uitgevoerde onderscheidingen goedkoper te laten vervaardigen. Pruisen schafte zilveren kruisen aan die werden verguld. In de Eerste Wereldoorlog kunnen oude gouden kruisen uit de voorraad en nieuwe verguld zilveren kruisen zijn uitgereikt. De kruisen van na 1918, daar zal het om particuliere opdrachten zijn gegaan van dragers die een reserveexemplaar of een vervanging van een verloren gegaan kruis wilden bezitten, zijn allen van verguld brons. Ook nu nog worden Gouden Kruisen voor Militaire Verdienste vervaardigd. Dan gaat het om kopieën voor verzamelaars. Er zijn naar schatting 40 massief gouden kruisen bekend. Deze kruisen zijn met een "H" gestempeld. Van de verguld zilveren kruisen zullen ongeveer 1800 stuks zijn geslagen. Zij dragen het stempel "W" wat voor "Wagner"staat. Deze stempels duiden op de werkplaats van de producent. De gouden kruisen dragen geen keur of jaarletter. De zilveren kruisen zijn gekeurd mt het stempel "938" wat inhoudt dat het metaal 938 delen zilver op 1000 delen metaal bevat. Deze stempels zijn ook op de verguld zilveren ring aangebracht De juweliers werkten bij de productie met een matrijs. De kruisen dragen geen serienummer of inscriptie.

## De plaats van het Gouden Kruis voor Militaire Verdienste in het decoratiestelsel
Het Gouden Kruis voor Militaire Verdienste werd indertijd als het "Pour le Mérite" voor onderofficieren gezien. In het moderne Duitsland besloot men een dergelijk verschil in stand tussen officieren, onderofficieren en manschappen niet meer te maken. Toen in de Bondsrepubliek Duitsland in 2008 een bijzondere onderscheiding voor dapperheid nodig was koos men een op het oude Gouden Kruis voor Militaire Verdienste gelijkende decoratie, het Erekruis van de Bundeswehr voor Dapperheid.
De onderscheiding werd op de linkerborst gedragen aan een zwart lint met twee witte strepen langs de boorden. Non-combattanten zoals militaire geestelijken en artsen droegen hun oorlogsonderscheidingen aan een lint dat het negatief van het lint van de gewapende militairen was. Dat lint was dus wit met twee zwarte strepen. Door het gebruiken van een zwart lint met twee witte strepen werd deze dapperheidsonderscheiding gedragen aan hetzelfde lint als de Orde Pour le Mérite en het Pruisische IJzeren Kruis. Ook in het gebruik van een wit lint werd het voorbeeld van het IJzeren Kruis gevolgd.
De Pruisen lieten hun linten op verschillende manieren opmaken. Er was de modelversiering aan een eenvoudig gevouwen lint maar men knoopte zijn onderscheiding ook wel in het knoopsgat van de jas, men maakte het op tot een "u" zoals dat ook in Nederland nu nog in zwang is en men liet linten schuin opmaken voor het dragen onder de revers van een uniform of rokjasje. Daarnaast werden de onderscheidingen als miniaturen in het knoopsgat gedragen en er waren ook Knoopsgatversieringen beschikbaar. In deze "lintjes" werden soms linten van meerdere onderscheidingen gecombineerd.
Men droeg ook 16 millimeter brede kruisen aan een strikje in het knoopsgat.
Het lint werd ook wel op een kartonnen plaatje gemonteerd. De ring van het kruis werd dan met behulp van naald en draad aan de achterzijde van het lint bevestigd.
Er is geen tweede verlening van het Gouden Kruis voor Militaire Verdienste aan dezelfde persoon bekend. Daarom zijn er ook geen gespen of versieringen met eikenloof aan deze onderscheiding verbonden. Ook de jubileumsgetallen die bij veel andere Pruisische onderscheidingen aangeven dat een drager het kruis al vijftig of zestig jaar bezit ontbreken.
Tijdens de Eerste Wereldoorlog werd het kruis 1760 keer aan Duitse soldaten verleend. Het veel bekendere IJzeren Kruis werd in diezelfde periode maal 5 miljoen keer als IJzeren Kruis IIe Klasse verleend en 218.000 als IJzeren Kruis Ie Klasse verleend. De onderscheiding is zeldzaam wanneer men bedenkt dat slechts één op de 7200 onderofficieren het Gouden Kruis voor Militaire Verdienste mocht dragen. Ter vergelijking één op de 480 officieren ontving de Orde Pour le Mérite.
De eerste van de in de Eerste Wereldoorlog gedecoreerde militairen was onder-sergeant ("Vizefeldwebel")
Georg Dülz van het 6de Rheinische Infanterie-Regiment Nr. 68 die op 6 oktober 1916 werd gedecoreerd. Het laatste Gouden Kruis voor Militaire Verdienste werd, in de vorm van een verzilverd kruis, uitgereikt aan onder-sergeant ("Vizefeldwebel") Karl Beck van het Reserve-Infanterie-Regiment Nr. 83.
Wanneer het Gouden Kruis voor Militaire Verdienste niet ter beschikking van de autoriteiten had gestaan had men de onderofficieren tot Ridder in de Hohenzollernorde met de Zwaarden moeten benoemen wat gezien het standsverschil tussen officieren en onderofficieren ondenkbaar was.
In de andere Duitse staten werd het Pruisische voorbeeld nagevolgd. Zo stichtte Brunswijk op 11 december 1879 een gouden " Braunschweiger Militär Verdienstkreuz". Dit besluit leidde tot correspondentie met het Berlijnse Ministerie van Oorlog. Op 25 april 1908 werd het Brunswijkse kruis weer afgeschaft zonder dat en van de 25 door Hofjuwelier Hermann Jürgens aangemaakte verguld zilveren kruisen werd uitgereikt. Op 18. augustus 1914 voerde Hertog Ernst August het kruis in een door de regentes Viktoria Luise getekende verordening opnieuw in. Omdat de Duitse Keizer "Oberster Kriegsherr" en opperbevelhebber van alle Duitse troepen was werd het Pruisische Gouden Kruis voor Militaire Verdienste ook aan militairen uit Brunswijk verleend. Van Brunswijkse verleningen van het eigen Gouden Kruis, waarop zij staat hadden kunnen maken, is niets bekend.

## Privileges van de dragers
Aan het bezit van dit kruis waren privileges verbonden:
- Een voorkeurspositie wanneer men met autoriteiten van doen had.
- Een ere-soldij van drie Thaler in de maand. Later verhoogd tot negen Reichsmark. De Bondsrepubliek Duitsland heeft de laatste dragers na 1949 iedere maand 25 D-mark uitbetaald.
- Militaire eer door de "Präsentiergriff", wat inhoudt dat de drager door een schildwacht gegroet werd door het geweer te presenteren.
- Een militaire parade bij de begrafenis van de drager van het Gouden Kruis voor Militaire Verdienste.